# (158899) Malloryvale
(158899) Malloryvale est un astéroïde de la ceinture principale.

## Description
(158899) Malloryvale est un astéroïde de la ceinture principale. Il fut découvert le 17 août 2004 à Wrightwood par James Whitney Young. Il présente une orbite caractérisée par un demi-grand axe de 2,36 UA, une excentricité de 0,15 et une inclinaison de 3,8° par rapport à l'écliptique.

## Compléments